# Darmyšl - pískovna
Darmyšl - pískovna este o arie protejată (arie specială de conservare — SAC, sit de importanță comunitară — SCI) din Republica Cehă întinsă pe o suprafață de 0,49 ha, integral pe uscat.

## Localizare
Centrul sitului Darmyšl - pískovna este situat la coordonatele 49°38′17″N 12°52′58″E / 49.638056°N 12.882778°E.

## Înființare
Situl Darmyšl - pískovna a fost declarat sit de importanță comunitară în aprilie 2005 pentru a proteja 1 specie de animale. Situl a fost protejat și ca arie specială de conservare în martie 2016.

## Biodiversitate
Situată în ecoregiunea continentală, aria protejată nu include niciun habitat protejat.
La baza desemnării sitului se află o specie protejată de  amfibieni: triton cu creastă (Triturus cristatus).